# Фундаментстройаркос
«Фундаментстройа́ркос» (полное наименование — общество с ограниченной ответственностью научно-производственное объединение «Фундаментстройаркос») — российская инновационная строительная компания из Тюмени, применяющая передовые разработки в области инженерной геокриологии. Один из ведущих в России исполнителей работ по искусственной заморозке грунтов, входит в «ТОП-72 крупнейших налогоплательщиков Тюменской области».

## История

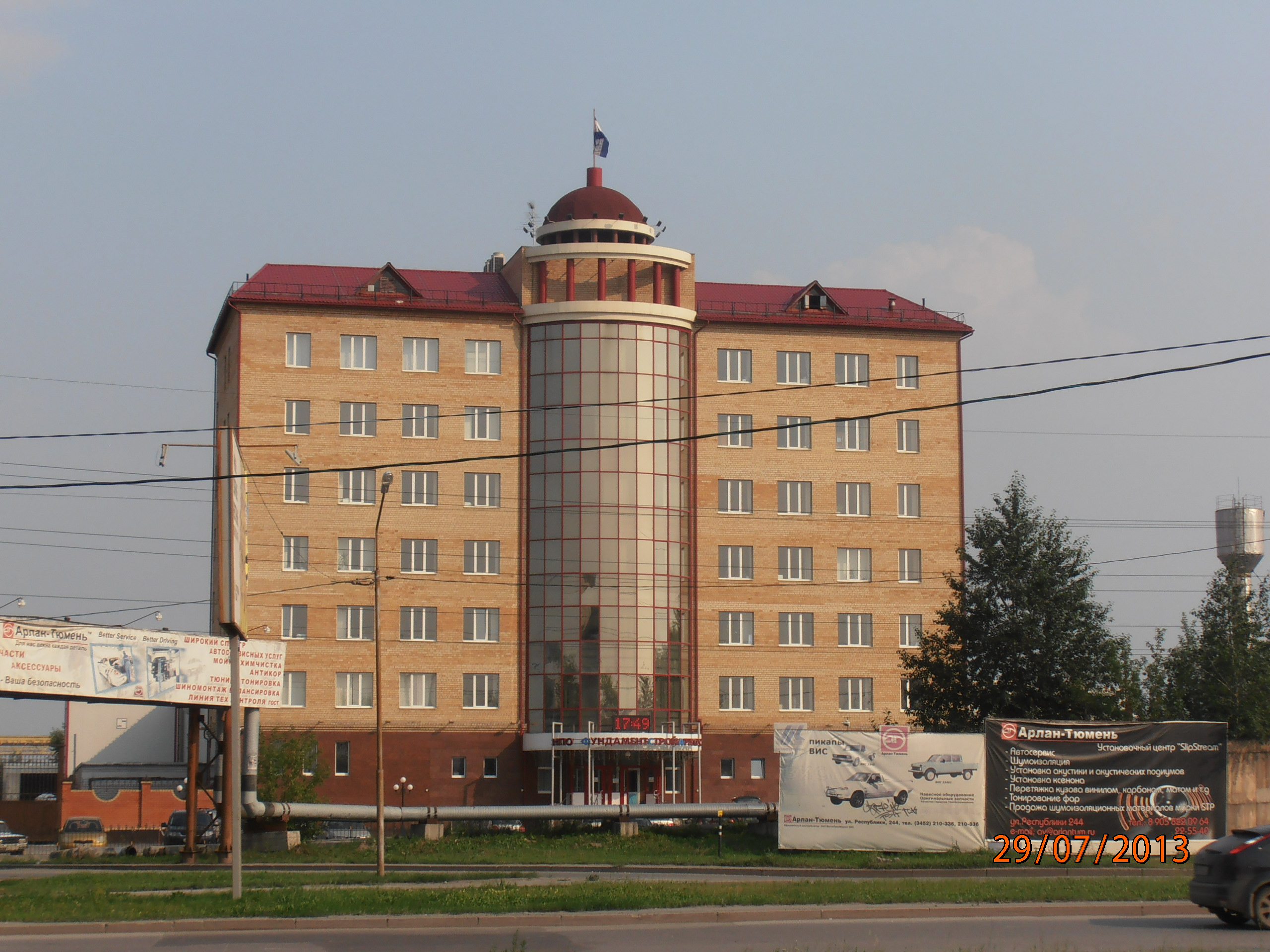
Офис компании в Тюмени. 2013 год

В 1979 году будущие основатели НПО «Фундаментсройаркос» начинают свою научно-исследовательскую деятельность в стенах экспериментальной лаборатории охлаждения грунтов Института «Гипротюменнефтегаз». 10 лет спустя был получен первый практический опыт замораживания грунта под фундаментами на ЦПС-2 (центральном пункте сбора нефти) Уренгойского газового месторождения.
На базе научных разработок, полученных за время работы в «Гипротюменнефтегаз», в 1991 г. основана Научно-внедренческая фирма «Аркос» (сокр. от «арктические основания»), впоследствии переименованная в Научно-производственное объединение «Фундаментстройаркос».

## Руководство
Компанию возглавляет её основатель, генеральный директор Григорий Меркулович Долгих (род.в 1935 году) —- выпускник Уральского политехнического института, кандидат технических наук, автор 50 изобретений. Награждён нагрудным знаком «Почётный строитель России» Министерства регионального развития РФ и орденом «За заслуги в строительстве» Российского Союза строителей.

## Деятельность

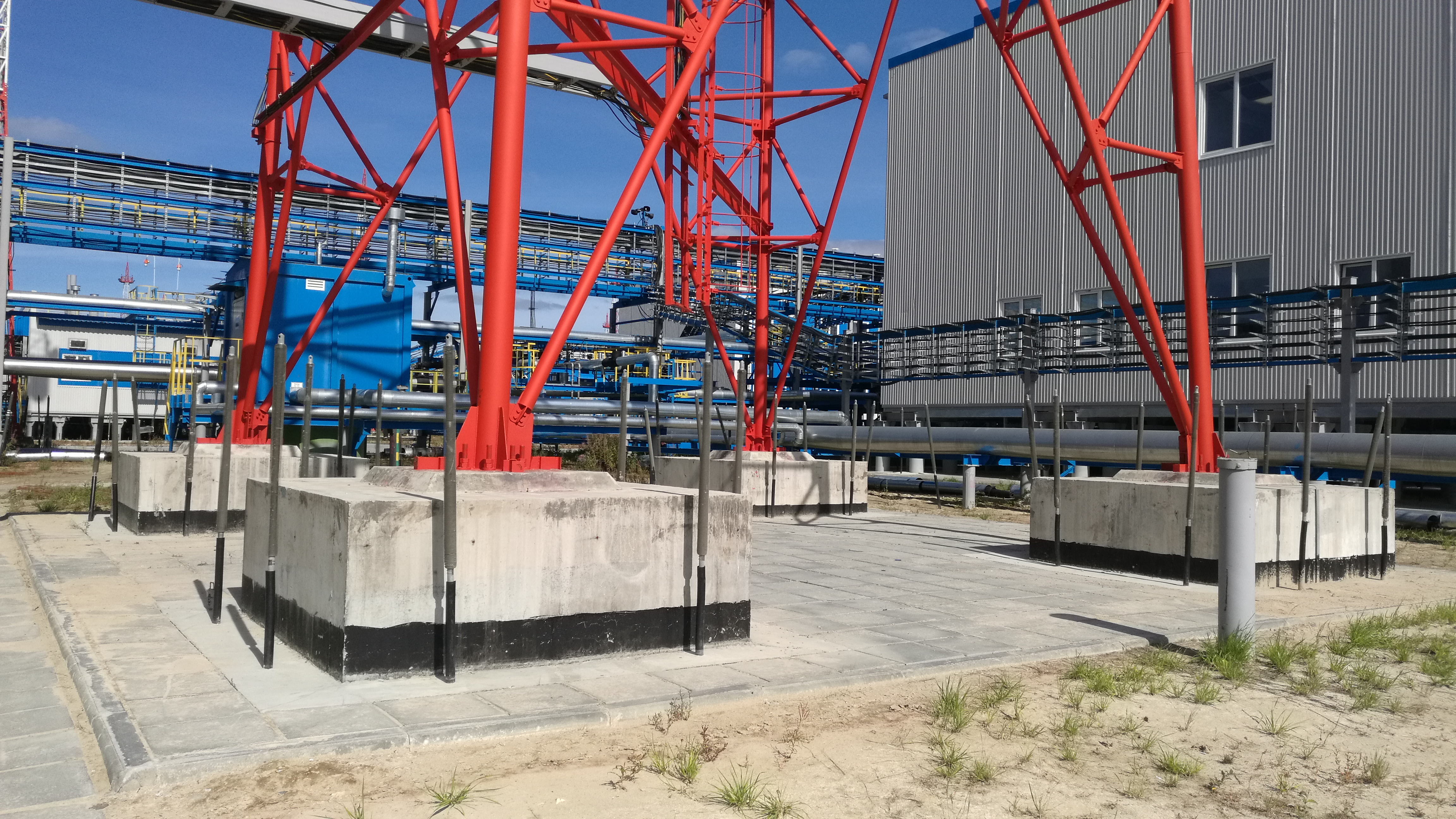
Системы стабилизации грунтов оснований. Чаяндинское месторождение, 2021 год.

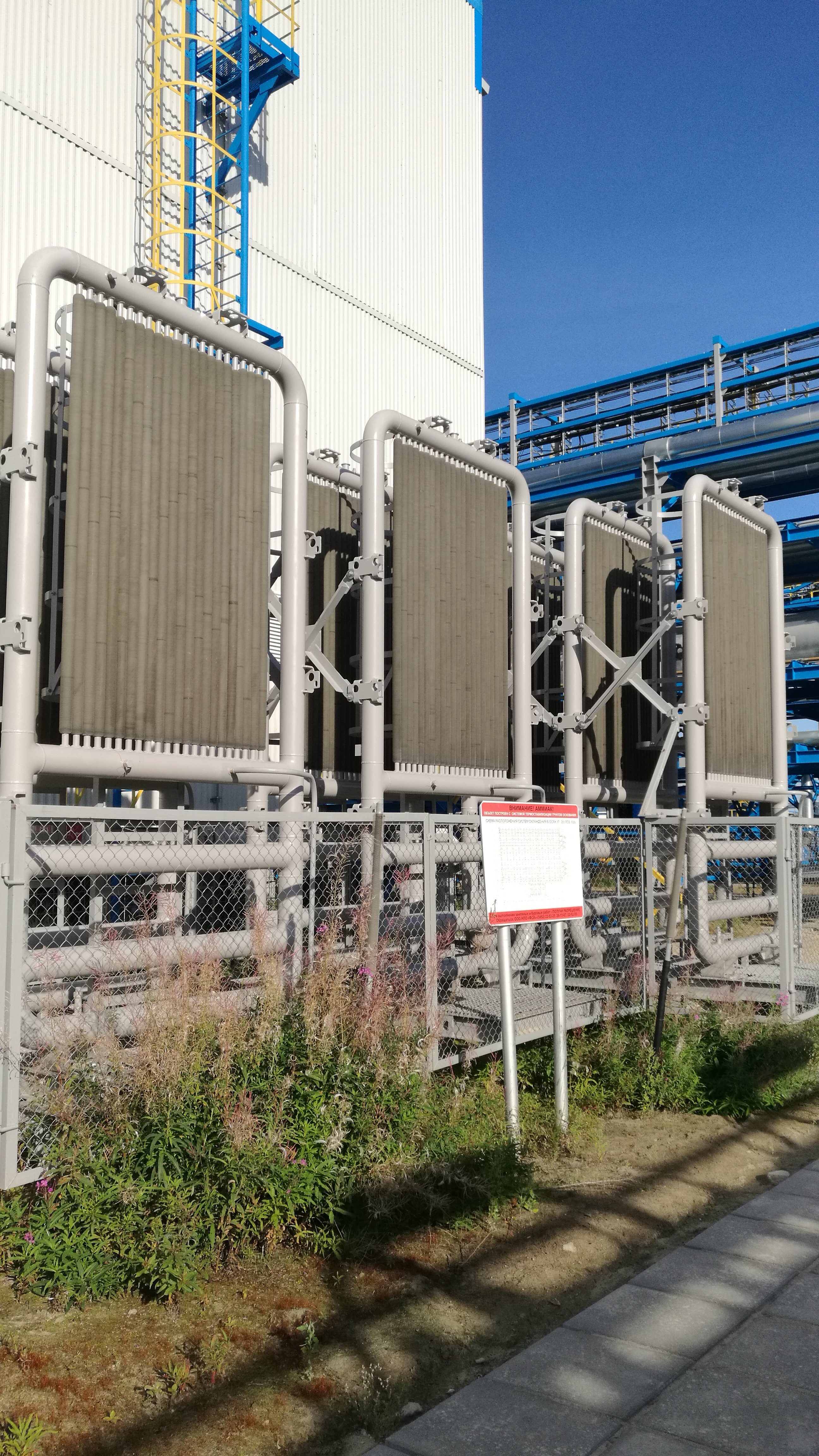
Системы стабилизации грунтов оснований. Чаяндинское месторождение, 2021 год.

### Технология
Компания обладает патентом на систему для температурной стабилизации основания сооружений на вечномёрзлых грунтах. «Фундаментстройаркос» является первой в России компанией, которая стала применять данную технологию, и продолжает оставаться одним из ведущих отечественных разработчиков и производителей термостабилизаторов грунта.
Термостабилизаторы представляют собой герметичные трубки с циркулирующим хладагентом — аммиаком, или углекислотой. Устройства обеспечивают постоянный перенос естественного холода к основанию сооружения, позволяя искусственно замораживать в зимнее время за счет силы тяжести и положительной разницы температур между грунтом и наружным воздухом. Называются они сезонно действующими охлаждающими устройствами (СОУ), всего их 4 вида:
- горизонтальные естественно действующие трубчатые системы (системы ГЕТ);
- их вертикальные аналоги (системы ВЕТ);
- индивидуальные СОУ-термостабилизаторы;
- глубинные СОУ[11].

Благодаря действию термостабилизаторов, собранных в определённой системе, достигается постоянная отрицательная температура грунта в основании сооружения: на начало апреля на 12-13 градусов С ниже температуры замерзания воды, на конец сентября на 9-10 градусов С ниже температуры замерзания воды. Таким образом, в районах вечной мерзлоты становится возможным возведение сооружений без свайных полей, на искусственно замороженных основаниях. Компания научилась замораживать грунты до глубины 100 м. Сезонно действующие охлаждающие устройства «Фундаментстройаркоса» позволяют сэкономить до 50 % затрат на возведение фундаментов в условиях вечной мерзлоты. В частности, в ходе строительства объектов Ванкорского месторождения заказчик сэкономил 1,9 млрд рублей.

### Объёмы
Компания ежемесячно производит около 10 000 термостабилизаторов и до 100 естественно действующих трубчатых систем.

### Клиенты

Строительство плотины Вилюйской ГЭС-III.

Плотина на Вилюе в работе.

География деятельности охватывает Тюменский Север, Красноярский край и Якутию (плотины на реках Вилюй и Ирелях), Хабаровский край (Охотск) и Чукотку. На сегодня термостабилизирующие системы «Фундаментстройаркоса» поддерживают в мёрзлом состоянии в общей сложности 28 миллионов кубометров грунта на площади 2,8 миллиона квадратных метров.
Всего более 300 нефтегазовых объектов построены с применением термостабилизаторов грунта «Фундаментстройаркоса». Крупнейшими клиентами компании являются:
- «Газпром» — Заполярное, Ямбургское, Медвежье, Уренгойское, Самбургское, Южно-Русское месторождения[19];
- «Роснефть» — Ванкорское месторождение[2][13];
- АЛРОСА — предприятие «Якутские алмазы»[18];
- «Транснефть» — нефтепроводы «Ванкор — Пурпе»[20], «Восточная Сибирь — Тихий океан»[5], «Заполярное — Пурпе»[21];
- ОАО "НК «ЛУКОЙЛ»[7];
- ОАО «Полиметалл»[7].

## Участие в научной жизни
10-11 марта 2005 года на базе компании совместно с Институтом криосферы Земли СО РАН и Тюменским государственным нефтегазовым университетом проведён семинар на тему «Исследования засолённых мёрзлых грунтов в строительных целях на территории Ямала».
В ходе состоявшейся в мае 2006 года в Тюмени международной конференции «Теория и практика оценки состояния криосферы Земли и прогноз её изменений» участники посетили опытно-промышленный и учебно-научный полигоны компании.
21-24 апреля 2008 года компания совместно с Институтом криосферы Земли СО РАН, Тюменским государственным нефтегазовым университетом, «Сибпромкомплектом» и АНО «Губернская академия» провела международную конференцию «Криогенные ресурсы полярных и горных регионов. Состояние и перспективы инженерного мерзлотоведения».
В 2010 году генеральный директор компании Г. М. Долгих входил в состав Национального оргкомитета X Международной конференции по мерзлотоведению (Салехард), проводившейся Международной ассоциацией вечной мерзлоты.
В ноябре 2011 года в Тюмени совместно с Институтом криосферы Земли СО РАН, кафедрой геокриологии геологического факультета МГУ, Тюменским государственным нефтегазовым университетом и ИТЦ ООО «Газпром добыча Надым» проведена Международная научно-практическая конференция по инженерному мерзлотоведению, посвящённая 20-летию образования ООО НПО «Фундаментстройаркос».

## Достижения
- в 2004 году на кафедре геокриологии Тюменского государственного нефтегазового университета открылась именная аудитория «Фундаментстройаркоса»[6]
- победитель Всероссийского бизнес-рейтинга в своей отрасли экономики в 2010—2012 годах[26][27]
- лауреат конкурса «Лучшее достижение в строительной отрасли Тюменской области за 2011 год» в номинациях «Руководитель года» и «Технология года»[28]
- лауреат Всероссийской премии «Лидеры экономики России — 2012» в номинации «Лучшая компания России»[29][30];
- по итогам 2013 года компания вошла в «ТОП-72 крупнейших налогоплательщиков Тюменской области»[3].